# دوئل، کنتاکی
دوئل (به انگلیسی: Dwale) یک منطقهٔ مسکونی در ایالات متحده آمریکا است که در شهرستان فلوید، کنتاکی واقع شده‌است. دوئل ۱٫۷۴ کیلومتر مربع مساحت و ۳۲۹ نفر جمعیت دارد و ۲۴۴٫۱۵ متر بالاتر از سطح دریا واقع شده‌است.